# Jeremy Stoppelman
Jeremy Stoppelman (Arlington, outubro de 1977) é um executivo dos Estados Unidos, CEO do Yelp, do qual foi cofundador em 2004. Stoppelman tem bacharelado em engenharia da computação, pela Universidade de Illinois, concluído em 1999.